# Леонидово (Смоленская область)
Леони́дово   — деревня  в  Смоленской области России,  в Ельнинском районе. Население – 41 житель (2007 год)   Расположена в юго-восточной части области  в 6  км к западу от города Ельня,   южнее  автодороги Р96 Новоалександровский(А101)- Спас-Деменск — Ельня — Починок, в 6,5 км к западу от автодороги Р137 Сафоново — Рославль. В 4 км севернее деревни железнодорожная станция Дёмщино на линии Смоленск  - Сухиничи. Входит в состав Леонидовского сельского поселения.

## История
До 2004 года деревня была административным центром Леонидовского сельского округа.
В годы Великой Отечественной войны деревня была местом ожесточённых боёв и дважды была оккупирована гитлеровскими войсками. 1-й раз в июле 1941 года (освобождена в ходе Ельнинской операции), 2-й раз в октябре 1941 года (освобождена в ходе Ельнинско-Дорогобужской операции в 1943 году).